# Шусян
Шусян 叔向 (ум. 528 до н. э.) — крупный политический деятель царства Цзинь, фигурирует в «Цзо чжуань» и «Го юй» как высоконравственный и талантливый сановник. Согласно Конфуция: «…явил собой пример „древней добропорядочности“».
Участник переговоров по прекращению военных действий между Цзинь и Чу(кит.).